# Nekem más kell
A Nekem más kell Keresztes Ildikó második nagylemeze. 2001-ben jelent meg. A szövegeket Adamis Anna írta, míg a zenét Szűcs Norbert gitáros szerezte. A felvételeken közreműködött még Kicska László (basszusgitár), Hetényi Zoltán (dob), Csányi István (szaxofon) és Perei Timotheus (vokál). Elég sok műfaj megtalálható az albumon, a lemezcímadó dal és "A magam feje után" rock stílusban íródtak, a "Sohase lépj túl vékony jégre" pop, az "Aki szép az szép" pedig funky. Lírai számok közé sorolhatók a „Gyertyák fázó kézben” és az „Őrizz még” című szerzemények. 2002-ben a lemezt Arany Zsiráf-díjra jelölték, az év hazai rock albuma kategóriában.
Több szerzőt szerettem volna a lemezre, mert az gondoltam, egy ember két-három jó számot képes írni, tehát öt ember képes megtölteni jó dalokkal a lemezt. Ez aztán újabb problémákat vetett fel, mert van, aki nem ír akkor, ha a másik is ír, csak akkor, ha a harmadik viszont igen... Szóval, kész lelki sérültek ápolójává váltam volna, holott néha nekem van erre szükségem. Ettől szkeptikus lettem. Akkor akadtam Botos Eszter lemezére, amit Szűcs Norbi készített, és nekem baromira tetszett...

## Számlista
Az összes szám szerzője Szűcs Norbert és Adamis Anna. 
| 1.    | Nekem más kell               | 03:51 |
| 2.    | Sohase lépj túl vékony jégre | 04:01 |
| 3.    | Őrizz még                    | 03:47 |
| 4.    | Gigolo                       | 03:58 |
| 5.    | A szépek máshol járnak       | 04:27 |
| 6.    | Arany és vér (Genova, 2001)  | 03:42 |
| 7.    | Kegyelmi kérvény             | 03:30 |
| 8.    | A magam feje után            | 03:30 |
| 9.    | Gyertyák fázó kézben         | 04:03 |
| 10.   | Aki szép, az szép            | 03:23 |
| 36:48 |                              |       |

## Közreműködők
- Keresztes Ildikó – ének
- Szűcs Norbert – gitár, billentyűs hangszerek, computer programok, zeneszerző
- Kicska László – basszusgitár
- Hetényi Zoltán – dob
- Perei Timotheus – vokál
- Adamis Anna – szöveg

## Toplista
| Toplista (2011)                        | Helyezés |
| -------------------------------------- | -------- |
| MAHASZ Top 40 album- és válogatáslemez | 32       |

2011-ben az albumot Keresztes Ildikó első szólólemezével együtt dobták piacra, és így együttesen a 32. helyezést érték el a toplistán.